# Gerson Díaz (futbolista hondureño)
Gerson Aseal Díaz Tábora (La Lima, Cortés, Honduras; 14 de abril de 1995) es un futbolista hondureño. Juega de mediocampista y su equipo actual es el Club Deportivo ocotal de la liga nacional nicaragüense.

## Trayectoria
Su debut en la Liga Nacional fue el 13 de marzo de 2016 en el Estadio Francisco Martínez Durón contra el Real Sociedad en cumplimiento de la décima fecha del Torneo Clausura. El mismo finalizó con victoria de 2 goles a 0 a favor de Real Sociedad.

## Clubes
| Club           | País     | Año             |
| -------------- | -------- | --------------- |
| Victoria       | Honduras | 2016            |
| Social Sol     | Honduras | 2016            |
| Deportes Savio | Honduras | 2017 - Presente |

### Estadísticas
| Club                | Temporada     | Liga  | Liga  | Copa Nacional | Copa Nacional | Copa Internacional | Copa Internacional | Total | Total |
| Club                | Temporada     | Part. | Goles | Part.         | Goles         | Part.              | Goles              | Part. | Goles |
| ------------------- | ------------- | ----- | ----- | ------------- | ------------- | ------------------ | ------------------ | ----- | ----- |
| Victoria Honduras   | 2015/16       | 7     | 0     | -             | -             | -                  | -                  | 7     | 0     |
| Victoria Honduras   | Total         | 7     | 0     | 0             | 0             | 0                  | 0                  | 7     | 0     |
| Social Sol Honduras | 2016/17       | 9     | 1     | -             | -             | -                  | -                  | '9    | 1     |
| Social Sol Honduras | Total         | 9     | 1     | 0             | 0             | 0                  | 0                  | 9     | 1     |
| Total carrera       | Total carrera | 16    | 1     | 0             | 0             | 0                  | 0                  | 16    | 1     |